# Esteban Aránguiz
Esteban Wilfredo Aránguiz Sánchez (Santiago del Cile, 10 luglio 1948) è un ex calciatore cileno, di ruolo centrocampista.

## Carriera

### Club
Aránguiz, noto anche con il soprannome di Torito, si forma calcisticamente nel Defensor La Cisterna e nell'Universidad de Chile. Con La U esordisce in campionato nel 1968, vincendo con i suoi la Primera División 1969, oltre ad ottenere un secondo posto nella stagione 1971. Con La U raggiunse inoltre la semifinale della Coppa Libertadores 1970, persa contro gli uruguaiani del Peñarol.
Nel 1973 si trasferisce in Messico per giocare nel San Luis. Con i Reales retrocesse in cadetteria a causa del nono ed ultimo posto ottenuto nel gruppo B della Primera División 1973-1974.
Al termine della stagione messicana Aránguiz si trasferisce negli Stati Uniti d'America per giocare nel Miami Toros, con cui raggiunge la finale della North American Soccer League 1974, giocata da titolare ed in cui segnò anche una rete, persa ai rigori contro i L.A. Aztecs, oltre alla seminfinale nel torneo seguente, perse contro i futuri campioni del T.B. Rowdies.
Nel 1976 torna in patria, nuovamente in forza a La U, con cui giocherà sino al 1982 e con cui vincerà la Copa Chile 1979. È stato inserito dal quotidiano As tra le cinquanta principali figure della storia dell'Universidad de Chile.
Nel 1983 è in forza al Santiago Wanderers, esordendovi il 9 marzo 1983 nella sconfitta esterna per 2-0 contro il Colo-Colo, con cui ottiene il ventunesimo e penultimo posto della Primera División 1983.

### Nazionale
Nel 1967 viene convocato con la per disputare il Campionato sudamericano di calcio Under-19 tenutosi in Paraguay: con la Roja giunse al terzo posto del gruppo B.
Tra il 1970 ed il 1972 Aránguiz giocò due incontri ufficiali con la nazionale cilena: nel 1972 seguì la Roja in una tournée in Cina.

## Statistiche

### Cronologia presenze e reti nella Nazionale
| Cronologia completa delle presenze e delle reti in nazionale ― Cile | Cronologia completa delle presenze e delle reti in nazionale ― Cile | Cronologia completa delle presenze e delle reti in nazionale ― Cile | Cronologia completa delle presenze e delle reti in nazionale ― Cile | Cronologia completa delle presenze e delle reti in nazionale ― Cile | Cronologia completa delle presenze e delle reti in nazionale ― Cile | Cronologia completa delle presenze e delle reti in nazionale ― Cile | Cronologia completa delle presenze e delle reti in nazionale ― Cile |
| Data                                                                | Città                                                               | In casa                                                             | Risultato                                                           | Ospiti                                                              | Competizione                                                        | Reti                                                                | Note                                                                |
| ------------------------------------------------------------------- | ------------------------------------------------------------------- | ------------------------------------------------------------------- | ------------------------------------------------------------------- | ------------------------------------------------------------------- | ------------------------------------------------------------------- | ------------------------------------------------------------------- | ------------------------------------------------------------------- |
| 4-10-1970                                                           | Santiago del Cile                                                   | Cile                                                                | 1 – 5                                                               | Brasile                                                             | Amichevole                                                          | -                                                                   |                                                                     |
| 27-9-1972                                                           | Buenos Aires                                                        | Argentina                                                           | 0 – 2                                                               | Cile                                                                | Amichevole                                                          | -                                                                   |                                                                     |
| Totale                                                              |                                                                     | Presenze                                                            | 2                                                                   |                                                                     | Reti                                                                | 0                                                                   |                                                                     |

## Palmarès
- Primera División (Cile): 1

Universidad de Chile: 1969
- Copa Chile: 1

Universidad de Chile: 1979